# Liste du patrimoine culturel immatériel de l'humanité à Singapour
Cet article recense les pratiques inscrites au patrimoine culturel immatériel à Singapour.

## Statistiques
Singapour ratifie la convention pour la sauvegarde du patrimoine culturel immatériel le 22 février 2018. La première pratique protégée est inscrite en 2020.
En 2024, Singapour compte 2 éléments inscrits au patrimoine culturel immatériel, sur la liste représentative.

## Listes

### Liste représentative
Les éléments suivants sont inscrits sur la liste représentative du patrimoine culturel immatériel de l'humanité :
| Élément | Type                                                                                           | Subdivision | Année | Lien  | Notes                                                            | Illus. |
| --- | ---------------------------------------------------------------------------------------------- | ----------- | ----- | ----- | ---------------------------------------------------------------- | ------ |
| La culture des hawkers (en) à Singapour, les pratiques culinaires et de restauration en communauté dans un contexte urbain multiculturel | pratiques sociales, rituels et événements festifs savoir-faire liés à l’artisanat traditionnel |             | 2020  | 01568 |                                                                  |        |
| La kebaya : connaissances, savoir-faire, traditions et pratiques                                                                         | savoir-faire liés à l'artisanat traditionnel                                                   |             | 2024  | 02090 | Partagé avec le Brunei, l'Indonésie, la Malaisie et la Thaïlande |        |

### Patrimoine immatériel nécessitant une sauvegarde urgente
Singapour ne compte aucun élément listé sur la liste du patrimoine immatériel nécessitant une sauvegarde urgente.

### Registre des meilleures pratiques de sauvegarde
Singapour ne compte aucune pratique listée au registre des meilleures pratiques de sauvegarde.